# 泰坦尼克号纪念碑 (贝尔法斯特)
54°41′35″N 5°55′37″W / 54.693°N 5.927°W

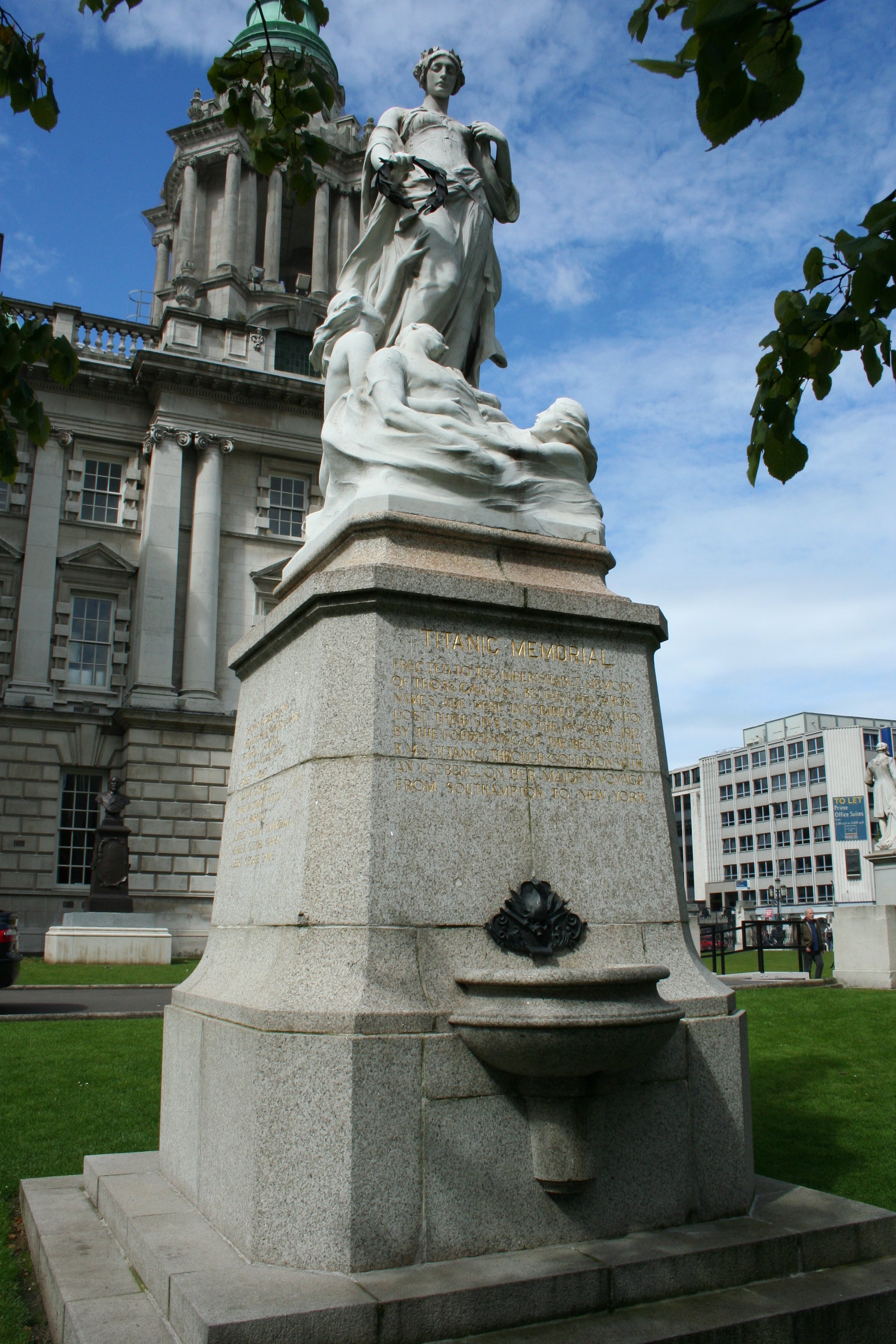
贝尔法斯特泰坦尼克号纪念碑

贝尔法斯特泰坦尼克号纪念碑位于贝尔法斯特市中心的登戈尔广场，贝尔法斯特市政厅花园内，用来纪念1912年4月15日泰坦尼克号死难者。它是由公众、造船工人和遇难者家属捐资修建，1920年6月完成。

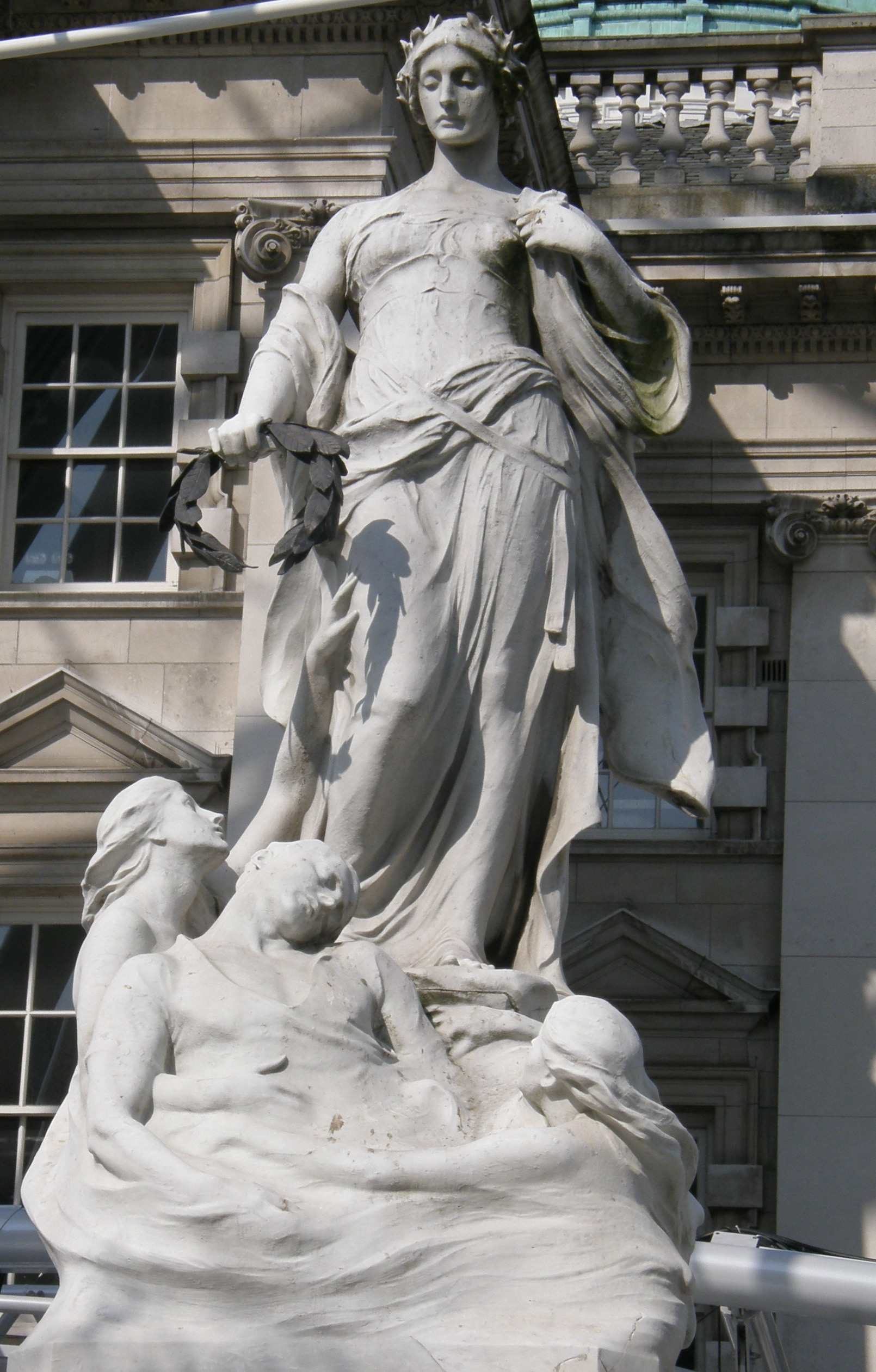

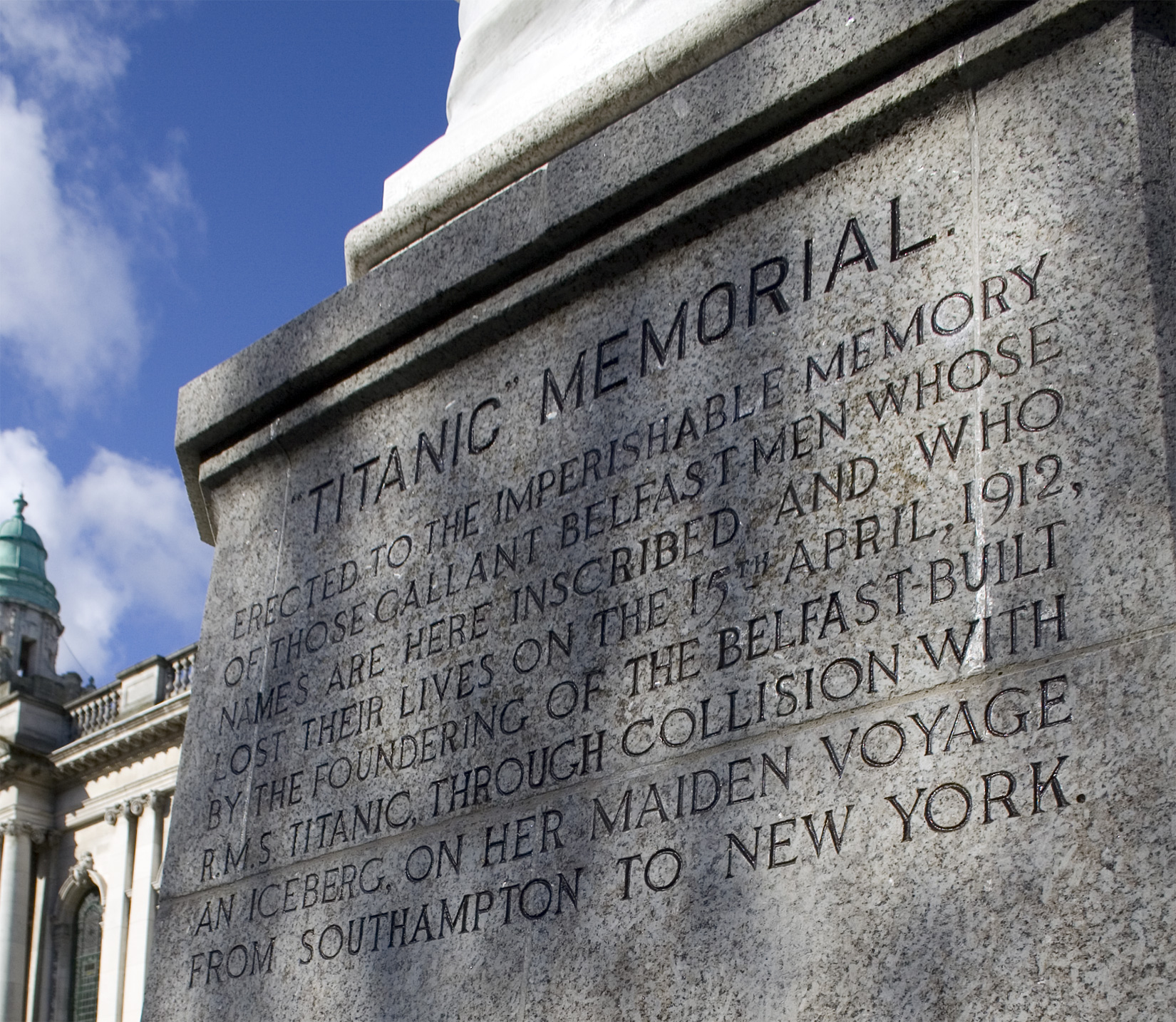

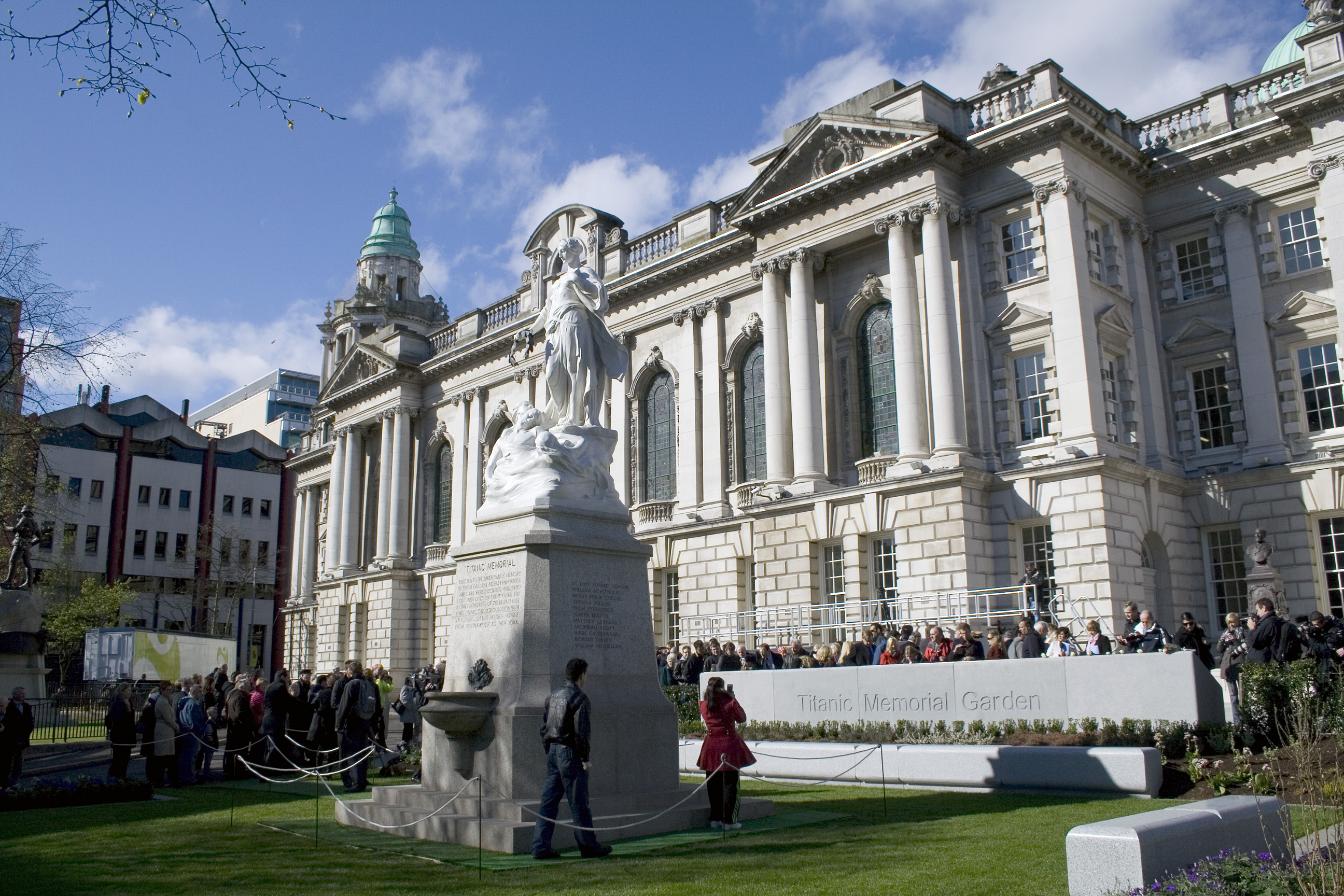

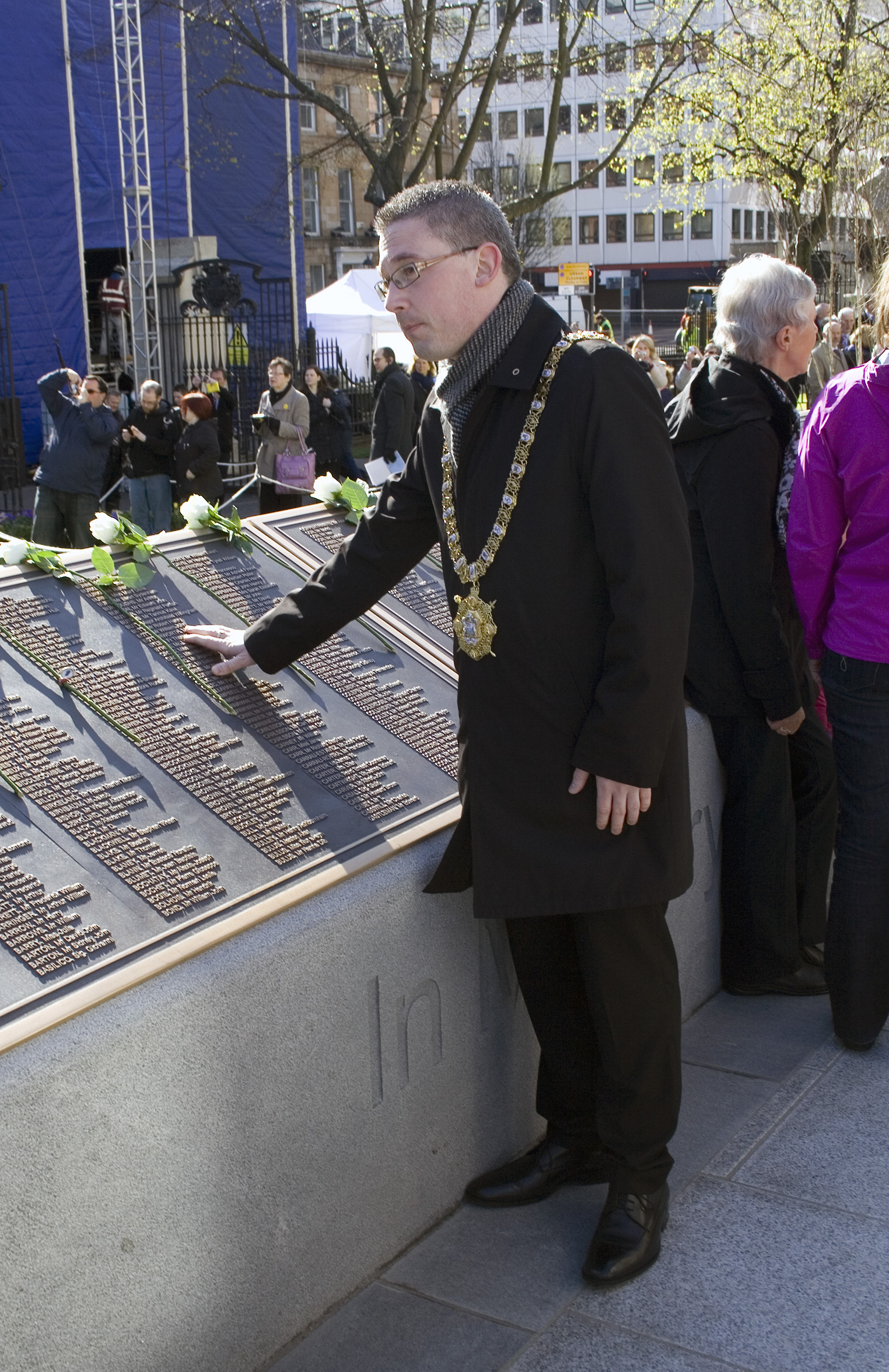